# Phrurolithus corsicus
Phrurolithus corsicus là một loài nhện trong họ Phrurolithidae.
Loài này thuộc chi Phrurolithus. Phrurolithus corsicus được Eugène Simon miêu tả năm 1878.